# Ri Son-gwon

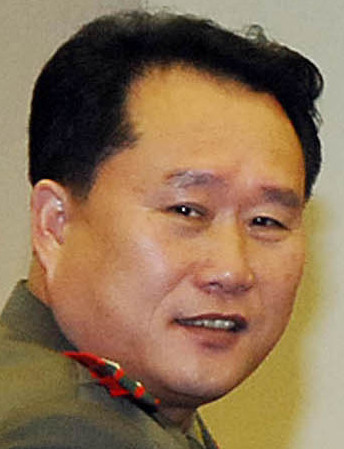
Ri Son-gwon

Ri Son-gwon ist ein nordkoreanischer Politiker und Diplomat, der von Januar 2020 bis Juni 2022 als Außenminister Nordkoreas amtierte. Davor war er Vorsitzender des Komitees für die friedliche Wiedervereinigung des Vaterlandes.

## Karriere
Er war früher als rechte Hand von Kim Yong-chol, dem Vizevorsitzenden des Zentralkomitee der Partei der Arbeit Koreas, bekannt und nahm im Oktober 2006 an einer zweiten Runde von innerkoreanischen Militärgesprächen auf der operativen Ebene teil. Er diente als Oberst in der Koreanischen Volksarmee. Ri führte im Januar 2018 eine nordkoreanische Delegation zu den ersten innerkoreanischen Gesprächen seit mehr als zwei Jahren.
Am 21. Januar 2020 wurde er zum Außenminister in der Regierung von Kim Chae-ryong ernannt. Am 11. Juni 2022 wurde er als Außenminister von Choe Son Hui abgelöst.

## Positionen
Er ist ein enger Vertrauter von Kim Yong-chol, der als Architekt der nordkoreanischen Attacke auf das südkoreanische Kriegsschiff Cheonan und der Hackerattacke auf das Filmstudio Sony Pictures Entertainment nach der Veröffentlichung des Satirefilms The Interview gilt. Ri wird als politischer Hardliner eingeschätzt, der eine militante Haltung gegenüber den USA und konservative Ansichten gegenüber Südkorea vertreten soll.
Laut Ri befände sich Nordkorea in einer „generellen Offensive, um Kraft der Selbstständigkeit die Hindernisse für den sozialistischen Aufbau frontal zu durchbrechen“.